# امامزاده باوره فردو
امامزاده باوره فردو مربوط به دورهٔ صفویه است و در شهرستان کهک، بخش فردو، روستای فردو واقع شده و این اثر در تاریخ ۲۴ اسفند ۱۳۸۳ با شمارهٔ ثبت ۱۱۵۰۶ به‌عنوان یکی از آثار ملی ایران به ثبت رسیده است.